# Guillaume Moullec
Guillaume Moullec (ur. 7 marca 1980 w Breście) – francuski piłkarz występujący na pozycji obrońcy.

## Kariera
Moullec zawodową karierę rozpoczynał w klubie Montpellier HSC. Najpierw grał w jego juniorach i rezerwach, a w sezonie 2001/2002 został włączony do pierwszej drużyny, występującej w Ligue 1. W lidze tej zadebiutował 22 grudnia 2001 w zremisowanym 0:0 meczu z FC Metz. W debiutanckim sezonie w lidze zagrał 14 razy. 13 marca 2004 w przegranym 3:4 spotkaniu z En Avant Guingamp strzelił swojego pierwszego gola w Ligue 1. Na koniec sezonu 2003/2004 zajął z klubem ostatnie, 20. miejsce w lidze i spadł z nim do Ligue 2, gdzie w barwach Montpellier występował przez jeden sezon.
W lipcu 2005 podpisał kontrakt z innym drugoligowcem – FC Lorient. Pierwszy ligowy mecz rozegrał tam 29 lipca 2005 przeciwko Stade de Reims (2:1), w którym strzelił też gola. W sezonie 2005/2006 uplasował się z klubem na 3. pozycji w lidze i awansował z nim do Ligue 1. Tam jako zawodnik Lorient grał jeszcze przez jeden sezon.
W 2007 roku odszedł do spadkowicza z Ligue 1 – FC Nantes. W meczu ligowym zadebiutował tam 3 sierpnia 2007 przeciwko LB Châteauroux (2:1). W sezonie 2007/2008 wraz z zespołem zajął 2. miejsce w Ligue 2 i awansował z nim do Ligue 1, jednak w kolejnym sezonie spadł z tej ligi. W 2010 roku Moullec został graczem klubu Clermont Foot (Ligue 2) i występował tam przez dwa sezony. Następnie grał w trzecioligowym USJA Carquefou, a także w brunejskim DPMM FC. W 2014 roku zakończył karierę.
W Ligue 1 rozegrał 115 spotkań i zdobył 3 bramki.